# Экономика Австрии
Австрия — высокоразвитое постиндустриальное государство, является одной из самых развитых стран Европы. Входит в состав Евросоюза (с 1995).
В стране развиты почти все отрасли экономики, начиная от туризма (ежегодно страну посещают около 15 млн человек) и заканчивая аэрокосмическими технологиями. Главными отраслями промышленного производства являются машиностроение (транспортное и сельскохозяйственное), станкостроение и производство оборудования для других отраслей индустрии. Её основными центрами являются города Вена, Грац, Линц и Штайр.
Основную долю в экономике страны составляет сфера услуг (65,8 %). На промышленность приходится 32,3 %, а сельское хозяйство — 1,7 %.
В 2002 году, была введена в обращение единая валюта — Евро. Австрия поддерживает экономические связи с 150 странами мира. Казахстан является основным поставщиком сырой нефти для Австрии. В центральной Азии Казахстан является главным экономическом партнёром Австрии.
Для привлечения иностранных фирм было создано агентство Austrian Business Agency, которое даёт справки об экономической ситуации в стране.

## Промышленность
Основным центром чёрной и цветной металлургии является Рансхофен.
Автомобильная промышленность представлена компаниями Magna Steyr расположенной в Граце и KTM Racing расположенной в Маттигхофене.
Основу всей лёгкой промышленности Австрии составляет текстильная, кожевенно-обувная и швейная. Неплохо развиты лесная, деревообрабатывающая и целлюлозно-бумажная промышленность.
Страна также специализируется и на современных отраслях электротехнической и электронной промышленности. Развиваются наукоёмкие технологии и производство.

## Энергетика
Доказанные извлекаемые запасы природных энергоносителей в Австрии в соответствии с информацией U.S. Energy Information Administration  (на декабрь 2015 г.) и данными EES EAEC оцениваются в объеме  0,282 млрд тут (в угольном эквиваленте) или 0,022% от общемировых (179 стран). В структуре суммарных запасов уголь составляет 0,258 млрд тут или 91,5%. На сырую нефть и природный газ приходится соответственно 3,5% и 5,0%.

## Торговля
Как сухопутная страна, Австрия ведёт торговлю с другими странами преимущественно вывозя и ввозя товары по железным дорогам. Через реку Дунай, имеющую международное значение, страна имеет выход к морю. Основными портами на реке являются Линц и Вена.
Предметами экспорта в австрийской торговле являются продукция тяжелой промышленности: оборудование, станки, чёрные металлы, а также товары народного потребления (ТНП) (около 1/2 всего экспорта), канцтовары и продовольствие. В 2009 году экспорт составил 129 млрд долларов.
Страна импортирует в основном ТНП, доля которых составляет около половины всего импорта, а также готовую продукцию. Общая стоимость импортируемых товаров в 2009 году составляла 136 млрд долларов.
Около 2/3 (60,2 % экспорта и 65,8 % импорта) товарооборота приходится на страны ЕС. Германия является главным торговым партнёром Австрии, на неё приходится около 36,1 % всего её товарооборота. Страна также поддерживает тесные экономические связи с Италией, Францией, Швейцарией и Венгрией. В последнее время растёт доля восточноевропейских стран в австрийской торговле 17,5 % экспорта и 13,2 % импорта (без стран СНГ)

## Сельское хозяйство
В Австрии хорошо развито сельское хозяйство.
Основой сельского хозяйства является молочное животноводство.
Развиты также виноградарство, производство зерновых культур, свиноводство и плодоводство. Посевные площади занимают 4,1 млн. га (примерно половина площади страны)

## Занятость
В 2019 году уровень безработицы в стране составил 2,7 %, а инфляции — 0,4 %

## Доходы населения
По состоянию 2017 года средний размер оплаты труда в Австрии составляет €2688 (брутто) и €1848 (нетто) в месяц.

## Статистика
В следующей таблице показаны основные экономические показатели за 1980—2018 года. Инфляция менее 2 % обозначена зелёной стрелкой.
| Год  | ВВП (ППС) (в млрд EUR) | ВВП на душу населения (ППС) (в EUR) | Рост ВВП (реальный) | Уровень инфляции (в процентах) | Безработица (в процентах) | Государственный долг (в процентах от ВВП) |
| ---- | ---------------------- | ----------------------------------- | ------------------- | ------------------------------ | ------------------------- | ----------------------------------------- |
| 1980 | 76,0                   | 10 076                              | ▲2,3 %              | ▲6,3 %                         | 1,6 %                     | н/д                                       |
| 1981 | ▲80,9                  | ▲10 705                             | ▼−0,1 %             | ▲6,8 %                         | ▲2,2 %                    | н/д                                       |
| 1982 | ▲86,3                  | ▲11 477                             | ▲1,9 %              | ▲5,4 %                         | ▲3,1 %                    | н/д                                       |
| 1983 | ▲92,5                  | ▲12 266                             | ▲2,8 %              | ▲3,3 %                         | ▲3,7 %                    | н/д                                       |
| 1984 | ▲97,1                  | ▲12 875                             | ▲0,3 %              | ▲5,7 %                         | ▲3,8 %                    | н/д                                       |
| 1985 | ▲102,4                 | ▲13 561                             | ▲2,2 %              | ▲3,2 %                         | ▼3,6 %                    | н/д                                       |
| 1986 | ▲107,6                 | ▲14 240                             | ▲2,3 %              | ▲1,7 %                         | ▼3,1 %                    | н/д                                       |
| 1987 | ▲111,7                 | ▲14 765                             | ▲1,7 %              | ▲1,4 %                         | ▲3,8 %                    | н/д                                       |
| 1988 | ▲119,6                 | ▲15 789                             | ▲1,0 %              | ▲1,9 %                         | ▼2,7 %                    | 57,5 %                                    |
| 1989 | ▲128,0                 | ▲16 849                             | ▲3,9 %              | ▲2,2 %                         | ▼2,3 %                    | ▼56,3 %                                   |
| 1990 | ▲137,5                 | ▲17 989                             | ▲4,3 %              | ▲2,8 %                         | ▲2,7 %                    | ▼55,9 %                                   |
| 1991 | ▲147,4                 | ▲19 121                             | ▲3,4 %              | ▲3,1 %                         | ▲3,2 %                    | ▲56,1 %                                   |
| 1992 | ▲155 8                 | ▲19 972                             | ▲2 0 %              | ▲3 4 %                         | ▲3 3 %                    | ▼56 0 %                                   |
| 1993 | ▲160,9                 | ▲20 412                             | ▲0,5 %              | ▲3,2 %                         | ▲4,0 %                    | ▲60,6 %                                   |
| 1994 | ▲168,9                 | ▲21 305                             | ▲2,4 %              | ▲2,7 %                         | ▼3,9 %                    | ▲63,7 %                                   |
| 1995 | ▲176,6                 | ▲22 216                             | ▲2,7 %              | ▲1,6 %                         | ▲4,2 %                    | ▲67,9 %                                   |
| 1996 | ▲182,5                 | ▲22 935                             | ▲2,4 %              | ▲1,8 %                         | ▲4,7 %                    | ▼67,8 %                                   |
| 1997 | ▲188,7                 | ▲23 685                             | ▲1,9 %              | ▲1,2 %                         | ▲4,8 %                    | ▼63,1 %                                   |
| 1998 | ▲196,3                 | ▲24 615                             | ▲3,6 %              | ▲0,8 %                         | ▼4,7 %                    | ▼68,8 %                                   |
| 1999 | ▲203,9                 | ▲25 506                             | ▲3,6 %              | ▲0,5 %                         | ▼4,1 %                    | ▼61,1 %                                   |
| 2000 | ▲213,6                 | ▲26 662                             | ▲3,4 %              | ▲2,0 %                         | ▼3,9 %                    | ▲65,7 %                                   |
| 2001 | ▲220,5                 | ▲27 420                             | ▲1,3 %              | ▲2,3 %                         | ▲4,0 %                    | ▲66,4 %                                   |
| 2002 | ▲226,7                 | ▲28 054                             | ▲1,7 %              | ▲4,4 %                         | ▲4,4 %                    | ▲67,0 %                                   |
| 2003 | ▲231,9                 | ▲28 561                             | ▲0,9 %              | ▲1,3 %                         | ▲4,8 %                    | ▼64,9 %                                   |
| 2004 | ▲242,3                 | ▲29 665                             | ▲2,7 %              | ▲2,0 %                         | ▲5,5 %                    | ▼64,8 %                                   |
| 2005 | ▲254,1                 | ▲30 890                             | ▲2,2 %              | ▲2,1 %                         | ▲5,7 %                    | ▲68,3 %                                   |
| 2006 | ▲267,8                 | ▲32 393                             | ▲3,5 %              | ▲1,8 %                         | ▼5,2 %                    | ▼67,0 %                                   |
| 2007 | ▲284,0                 | ▲34 234                             | ▲3,7 %              | ▲2,2 %                         | ▼4,9 %                    | ▼64,7 %                                   |
| 2008 | ▲293,8                 | ▲35 301                             | ▲1,5 %              | ▲3,2 %                         | ▼4,1 %                    | ▲68,4 %                                   |
| 2009 | ▼288,0                 | ▼34 531                             | ▼−3,8 %             | ▲0,4 %                         | ▲5,3 %                    | ▲79,6 %                                   |
| 2010 | ▲295,9                 | ▲35 390                             | ▲1,8 %              | ▲1,7 %                         | ▼4,8 %                    | ▲82,4 %                                   |
| 2011 | ▲310,1                 | ▲36 971                             | ▲2,9 %              | ▲3,5 %                         | ▼4,6 %                    | ▼82,2 %                                   |
| 2012 | ▲318,7                 | ▲37 816                             | ▲0,7 %              | ▲2,6 %                         | ▲4,9 %                    | ▼81,6 %                                   |
| 2013 | ▲323,9                 | ▲38 209                             | ▬0,0 %              | ▲2,1 %                         | ▲5,3 %                    | ▼81,0 %                                   |
| 2014 | ▲333,1                 | ▲38 992                             | ▲0,7 %              | ▲1,5 %                         | ▲5,6 %                    | ▲83,8 %                                   |
| 2015 | ▲344,3                 | ▲39 893                             | ▲1,1 %              | ▲0,8 %                         | ▲5,7 %                    | ▲84,3 %                                   |
| 2016 | ▲356,2                 | ▲40 760                             | ▲2,0 %              | ▲1,0 %                         | ▲6,0 %                    | ▼83,7 %                                   |
| 2017 | ▲369,9                 | ▲41 964                             | ▲2,6 %              | ▲2,2 %                         | ▼5,5 %                    | ▼78,8 %                                   |
| 2018 | ▲387,4                 | ▲43 598                             | ▲2,7 %              | ▲2,1 %                         | ▼4,9 %                    | ▼74,2 %                                   |